# Список наград и номинаций группы «Блестящие»
Список наград российской женской поп-группы «Блестящие» включает в себя премии и номинации, полученные коллективом с момента начала его музыкальной карьеры в 1995 году.

## Музыкальные награды

### Бомба года
| Год  | Номинируемая работа  | Категория         | Результат | Ист.  |
| ---- | -------------------- | ----------------- | --------- | ----- |
| 2003 | «За четыре моря…»    | Лауреат фестиваля | Победа    | [ 1 ] |
| 2003 | «А я всё летала»     | Лауреат фестиваля | Победа    | [ 1 ] |
| 2004 | «Апельсиновая песня» | Лауреат фестиваля | Победа    | [ 2 ] |

### Всем по барабану
| Год  | Номинируемая работа | Категория                   | Результат | Ист.  |
| ---- | ------------------- | --------------------------- | --------- | ----- |
| 2011 | Блестящие           | Номинация «Реформа полиции» | Победа    | [ 3 ] |

### Движение
| Год  | Номинируемая работа  | Категория                     | Результат | Ист.  |
| ---- | -------------------- | ----------------------------- | --------- | ----- |
| 2004 | «Апельсиновая песня» | Номинация «Лучшая композиция» | Победа    | [ 4 ] |

### Золотой граммофон (Москва)
| Год  | Номинируемая работа                    | Категория         | Результат | Ист.   |
| ---- | -------------------------------------- | ----------------- | --------- | ------ |
| 1998 | «Ча-ча-ча»                             | Лауреат фестиваля | Победа    | [ 5 ]  |
| 1999 | «Милый рулевой»                        | Лауреат фестиваля | Победа    | [ 6 ]  |
| 2000 | «Чао, бамбина!»                        | Лауреат фестиваля | Победа    | [ 7 ]  |
| 2002 | «За четыре моря…»                      | Лауреат фестиваля | Победа    | [ 8 ]  |
| 2003 | «А я всё летала»                       | Лауреат фестиваля | Победа    | [ 9 ]  |
| 2004 | «Апельсиновая песня»                   | Лауреат фестиваля | Победа    | [ 10 ] |
| 2006 | «Восточные сказки» (совместно с Arash) | Лауреат фестиваля | Победа    | [ 11 ] |
| 2015 | «А я всё летала»                       | Лауреат фестиваля | Победа    | [ 12 ] |

### Золотой граммофон (Санкт-Петербург)
| Год  | Номинируемая работа                    | Категория         | Результат | Ист.   |
| ---- | -------------------------------------- | ----------------- | --------- | ------ |
| 2000 | «Чао, бамбина!»                        | Лауреат фестиваля | Победа    | [ 13 ] |
| 2002 | «За четыре моря…»                      | Лауреат фестиваля | Победа    | [ 14 ] |
| 2003 | «А я всё летала»                       | Лауреат фестиваля | Победа    | [ 15 ] |
| 2004 | «Апельсиновая песня»                   | Лауреат фестиваля | Победа    | [ 16 ] |
| 2005 | «Пальмы парами»                        | Лауреат фестиваля | Победа    | [ 17 ] |
| 2006 | «Восточные сказки» (совместно с Arash) | Лауреат фестиваля | Победа    | [ 18 ] |

### Клипотавр
| Год  | Номинируемая работа | Категория                             | Результат | Ист.   |
| ---- | ------------------- | ------------------------------------- | --------- | ------ |
| 2001 | Блестящие           | Номинация «Простота подачи видеоряда» | Победа    | [ 19 ] |

### Новые Песни о Главном
| Год  | Номинируемая работа                    | Категория         | Результат | Ист.          |
| ---- | -------------------------------------- | ----------------- | --------- | ------------- |
| 2004 | «Новогодняя песня»                     | Лауреат фестиваля | Победа    | [ 20 ]        |
| 2005 | «Пальмы парами»                        | Лауреат фестиваля | Номинация | [ 21 ]        |
| 2006 | «Восточные сказки» (совместно с Arash) | Лауреат фестиваля | Номинация | [ 22 ] [ 23 ] |
| 2006 | «Я и ты»                               | Лауреат фестиваля | Номинация | [ 24 ]        |
| 2006 | «Агент 007»                            | Лауреат фестиваля | Победа    | [ 25 ]        |
| 2007 | «Как звезда»                           | Лауреат фестиваля | Номинация | [ 26 ]        |
| 2007 | «Тили-тесто»                           | Лауреат фестиваля | Номинация | [ 27 ]        |
| 2008 | «Знаешь, милый»                        | Лауреат фестиваля | Победа    | [ 28 ]        |

### Овация
| Год  | Номинируемая работа | Категория                 | Результат | Ист.   |
| ---- | ------------------- | ------------------------- | --------- | ------ |
| 1998 | Блестящие           | Номинация «Открытие года» | Победа    | [ 29 ] |

### Песня года
| Год  | Номинируемая работа     | Категория         | Результат | Ист.   |
| ---- | ----------------------- | ----------------- | --------- | ------ |
| 1998 | «Ча-ча-ча»              | Лауреат фестиваля | Номинация | [ 30 ] |
| 1998 | «Где же ты, где?»       | Лауреат фестиваля | Победа    | [ 30 ] |
| 1999 | «Милый рулевой»         | Лауреат фестиваля | Победа    | [ 31 ] |
| 2000 | «За осенью придёт зима» | Лауреат фестиваля | Номинация | [ 31 ] |
| 2000 | «Чао, бамбина!»         | Лауреат фестиваля | Победа    | [ 31 ] |
| 2001 | «Белым снегом»          | Лауреат фестиваля | Победа    | [ 31 ] |
| 2001 | «Долго тебя ждала»      | Лауреат фестиваля | Номинация | [ 31 ] |
| 2001 | «Ау-ау»                 | Лауреат фестиваля | Номинация | [ 32 ] |
| 2002 | «Журавль»               | Лауреат фестиваля | Номинация | [ 33 ] |
| 2002 | «За четыре моря…»       | Лауреат фестиваля | Победа    | [ 31 ] |
| 2003 | «А я всё летала»        | Лауреат фестиваля | Победа    | [ 34 ] |
| 2003 | «Я и ты»                | Лауреат фестиваля | Номинация | [ 35 ] |
| 2003 | «Московские окна»       | Лауреат фестиваля | Победа    | [ 34 ] |
| 2004 | «Апельсиновая песня»    | Лауреат фестиваля | Номинация | [ 36 ] |
| 2004 | «Новогодняя песня»      | Лауреат фестиваля | Победа    | [ 34 ] |
| 2005 | «Оперуполномоченный»    | Лауреат фестиваля | Номинация | [ 37 ] |
| 2005 | «Пальмы парами»         | Лауреат фестиваля | Победа    | [ 34 ] |

### Поколение
| Год  | Номинируемая работа | Категория                             | Результат | Ист.   |
| ---- | ------------------- | ------------------------------------- | --------- | ------ |
| 1997 | неизвестно          | неизвестно                            | Победа    | [ 38 ] |
| 1998 | «Облака»            | Номинация «Приз зрительских симпатий» | Победа    | [ 39 ] |

### Премия Муз-ТВ
| Год  | Номинируемая работа                    | Категория               | Результат | Ист.   |
| ---- | -------------------------------------- | ----------------------- | --------- | ------ |
| 2006 | «Восточные сказки» (совместно с Arash) | Номинация «Лучший дуэт» | Номинация | [ 40 ] |

### Премия Попова
| Год  | Номинируемая работа | Категория                | Результат | Ист.   |
| ---- | ------------------- | ------------------------ | --------- | ------ |
| 1999 | Блестящие           | Номинация «Радиофаворит» | Победа    | [ 41 ] |

### Премия Рекордъ
| Год  | Номинируемая работа | Категория                       | Результат | Ист.   |
| ---- | ------------------- | ------------------------------- | --------- | ------ |
| 2003 | «За четыре моря…»   | Номинация «Российский радиохит» | Победа    | [ 42 ] |

### Радио Поток
| Год  | Номинируемая работа | Категория                          | Результат | Ист.   |
| ---- | ------------------- | ---------------------------------- | --------- | ------ |
| 1998 | «Облака»            | Номинация «Лучшие песни 1998 года» | Победа    | [ 43 ] |
| 2003 | «А я всё летала»    | Номинация «Лучшие песни 2003 года» | Победа    | [ 44 ] |
| 2006 | «Пальмы парами»     | Номинация «Лучшие песни 2006 года» | Победа    | [ 45 ] |

### Стопудовый хит
| Год  | Номинируемая работа  | Категория      | Результат | Ист.   |
| ---- | -------------------- | -------------- | --------- | ------ |
| 1998 | «Ча-ча-ча»           | Лауреат премии | Победа    | [ 46 ] |
| 1999 | «Милый рулевой»      | Лауреат премии | Победа    | [ 47 ] |
| 2000 | «Чао, бамбина!»      | Лауреат премии | Победа    | [ 48 ] |
| 2001 | «Белым снегом»       | Лауреат премии | Победа    | [ 15 ] |
| 2003 | «А я всё летала»     | Лауреат премии | Победа    | [ 49 ] |
| 2004 | «Апельсиновая песня» | Лауреат премии | Победа    | [ 50 ] |

### Funny House Dance Awards
| Год  | Номинируемая работа          | Категория               | Результат | Ист.   |
| ---- | ---------------------------- | ----------------------- | --------- | ------ |
| 1998 | «Посмотри на небо» (Triplex) | Номинация «Ремикс года» | Номинация | [ 51 ] |
| 1998 | «Цветы»                      | Номинация «Видео года»  | Номинация | [ 51 ] |

### ZD Awards
| Год  | Номинируемая работа | Категория                                                                      | Результат | Ист.          |
| ---- | ------------------- | ------------------------------------------------------------------------------ | --------- | ------------- |
| 2003 | «За четыре моря…»   | неизвестно                                                                     | Победа    | [ 52 ] [ 53 ] |
| 2003 | Блестящие           | Номинация «Группа года»                                                        | Номинация | [ 54 ]        |
| 2004 | Блестящие           | Номинация «Группа года»                                                        | Номинация | [ 55 ]        |
| 2004 | Блестящие           | Номинация «Разочарование года»                                                 | Номинация | [ 55 ]        |
| 2004 | Блестящие           | Номинация «Танцевальный проект»                                                | Номинация | [ 55 ]        |
| 2015 | Блестящие           | Специальный приз «За вклад в эстрадную культуру и верность „Звуковой дорожке“» | Награда   | [ 56 ]        |

### Пісня року
| Год  | Номинируемая работа | Категория         | Результат | Ист.   |
| ---- | ------------------- | ----------------- | --------- | ------ |
| 2003 | «А я всё летала»    | Лауреат фестиваля | Победа    | [ 57 ] |
| 2003 | «За четыре моря…»   | Лауреат фестиваля | Победа    | [ 57 ] |
| 2003 | «Чао, бамбина!»     | Лауреат фестиваля | Победа    | [ 57 ] |

## Общественные награды

### Золотая семёрка
| Год  | Номинируемая работа | Категория                                         | Результат | Ист.   |
| ---- | ------------------- | ------------------------------------------------- | --------- | ------ |
| 2007 | Блестящие           | Номинация «Самая популярная отечественная группа» | Победа    | [ 58 ] |

### Интрига года
| Год  | Номинируемая работа | Категория                      | Результат | Ист.   |
| ---- | ------------------- | ------------------------------ | --------- | ------ |
| 2012 | Блестящие           | Номинация «Интригующая тишина» | Победа    | [ 59 ] |

### Обложка года
| Год  | Номинируемая работа                             | Категория                  | Результат | Ист.   |
| ---- | ----------------------------------------------- | -------------------------- | --------- | ------ |
| 2003 | Обложка журнала «Пингвин» с группой «Блестящие» | Номинация «Поющая обложка» | Победа    | [ 60 ] |

### Серебряная калоша
| Год  | Номинируемая работа | Категория                      | Результат | Ист.   |
| ---- | ------------------- | ------------------------------ | --------- | ------ |
| 1998 | Блестящие           | Номинация «Овечка Долли»       | Победа    |        |
| 2003 | «А я всё летала»    | Номинация «Глаза цвета вискас» | Победа    |        |
| 2015 | неизвестно          | неизвестно                     | Победа    | [ 61 ] |

### Fashion People Awards
| Год  | Номинируемая работа | Категория                  | Результат | Ист.   |
| ---- | ------------------- | -------------------------- | --------- | ------ |
| 2006 | Блестящие           | Номинация «Fashion-группа» | Номинация | [ 62 ] |

## Прочие награды
| Год  | Награда                                                   | Категория | Результат | Ист.   |
| ---- | --------------------------------------------------------- | --- | --------- | ------ |
| 1998 | Награда от телеканала «MTV»                               | Приз зрительских симпатий | Награда   | [ 39 ] |
| 2018 | Благодарность от Академии управления МВД России           | «За содействие Академии управления МВД России, активное участие в мероприятиях культурно-просветительной работы и артистизм, проявленный в концертной программе торжественной церемонии выпуска адъюнктов набора 2015 года» | Награда   | [ 63 ] |
| 2018 | Благодарственное письмо от кинофестиваля «Крылья бабочки» | «За оказанную помощь в организации и проведении городского мероприятия кинофестиваля „Крылья бабочки“ для воспитанников организаций для детей-сирот и детей, оставшихся без попечения родителей»                            | Награда   | .      |

## Музыкальные рейтинги
| Год  | Издание                        | Категория                                        | Ист.   |
| ---- | ------------------------------ | ------------------------------------------------ | ------ |
| 2003 | Газета «Московский комсомолец» | «Один из самых ярких российских поп-коллективов» | [ 65 ] |
| 2011 | Журнал «Афиша»                 | «99 русских хитов» (песня «Там, только там»)     | [ 66 ] |

## Музыкальные программы
| Год  | Программа                     | Категория              | Результат | Ист.   |
| ---- | ----------------------------- | ---------------------- | --------- | ------ |
| 2005 | «Полный контакт» (MTV Россия) | Блестящие VS «ВИА Гра» | Номинация | [ 67 ] |

## Музыкальные концерты

### Лучшие песни
| Год  | Песня                                  | Ист.   |
| ---- | -------------------------------------- | ------ |
| 2004 | «Апельсиновая песня»                   | [ 68 ] |
| 2005 | «Пальмы парами»                        | [ 69 ] |
| 2006 | «Восточные сказки» (совместно с Arash) | [ 70 ] |
| 2010 | «Попурри»                              | [ 71 ] |

### Хорошие песни
| Год  | Песня                       | Ист.   |
| ---- | --------------------------- | ------ |
| 2004 | «Я и ты»                    | [ 72 ] |
| 2004 | «Чао, бамбина!»             | [ 73 ] |
| 2004 | «А я всё летала»            | [ 74 ] |
| 2004 | «Апельсиновая песня»        | [ 75 ] |
| 2004 | «За осенью придёт зима»     | [ 76 ] |
| 2004 | «А я всё летала»            | [ 77 ] |
| 2006 | «Капитан дальнего плавания» | [ 78 ] |
| 2006 | «А я всё летала»            | [ 78 ] |
| 2006 | «Налетели вдруг дожди»      | [ 79 ] |
| 2006 | «Пальмы парами»             | [ 80 ] |
| 2007 | «Агент 007»                 | [ 81 ] |
| 2007 | «Долго тебя ждала»          | [ 81 ] |
| 2007 | «Как звезда»                | [ 82 ] |
| 2007 | «Поверила»                  | [ 83 ] |